# Ронссе, Жорж
Жорж Ронссе (нидерл. Georges Ronsse; 7 марта 1906,  Антверпен, Бельгия — 4 июля 1969, Берхем, Бельгия) —  бельгийский профессиональный шоссейный и трековый велогонщик. Двукратный Чемпион мира в групповой гонке среди профессионалов (1928, 1929).  

## Достижения

### Шоссе
1925
1-й Льеж — Бастонь — Льеж
1-й Схал Селс
1926
3-й Чемпионат Фландрии
9-й Тур Фландрии
1927
1-й Париж — Рубе
1-й Бордо — Париж
1-й Схелдепрейс
3-й Париж — Тур
1928
1-й  Чемпион мира — Групповая гонка (проф.)
1-й Париж — Брюссель
2-й Париж — Рубе
3-й Circuit de Paris
1929
1-й  Чемпион мира — Групповая гонка (проф.)
1-й Бордо — Париж
2-й Париж — Рубе
2-й Тур Фландрии
2-й Чемпионат Бельгии - Групповая гонка
3-й Париж — Тур
1930
1-й Бордо — Париж
1-й GP Wolber
1-й Натионале Слёйтингспрейс
3-й  Чемпионат мира — Групповая гонка (проф.)
6-й Париж — Рубе
6-й Париж — Тур
1931
2-й Circuit de Paris
3-й Париж — Лилль
4-й Париж — Рубе
1932
2-й Париж — Рубе
3-й Париж — Брюссель
5-й Тур де Франс — Генеральная классификация
1-й — Этап 4
1932
3-й Тур Бельгии — Генеральная классификация
1-й — Этапы 1 и 4

### Циклокрос
1927
2-й Чемпионат Бельгии
1928
2-й Critérium international de cyclo-cross
1929
1-й  Чемпион Бельгии 
1930
1-й  Чемпион Бельгии 
2-й Critérium international de cyclo-cross
1931
3-й Critérium international de cyclo-cross

### Трек
1934
1-й  Чемпион Бельгии — Гонка за лидером
1935
1-й  Чемпион Бельгии — Гонка за лидером
3-й  Чемпионат мира — Гонка за лидером
1936
1-й  Чемпион Бельгии — Гонка за лидером
3-й  Чемпионат мира — Гонка за лидером
1937
3-й Чемпионат Бельгии — Гонка за лидером
1938
2-й Чемпионат Бельгии — Гонка за лидером

## Статистика выступлений

### Гранд-туры
| Гранд-тур      | 1932 | 1933 |
| -------------- | ---- | ---- |
| Джиро д’Италия | —    | —    |
| Тур де Франс   | 5    | НФ   |

| —  | Не участвовал  |
| НФ | Не финишировал |